# Marianne Grunberg-Manago
Pour les articles homonymes, voir Grunberg et Manago.
Marianne Grunberg-Manago, née le 6 janvier 1921 à Pétrograd et morte le 3 janvier 2013 à Paris 13e, est une biochimiste française et directrice de recherche au CNRS. Elle est la première femme présidente de l'Académie des sciences (1995-1996), elle a découvert des étapes clés de la traduction génétique.

## Biographie
Elle naît à Petrograd en 1921, pendant que sa mère finit des études d'architecte. Sa famille fuit la Russie soviétique et émigre en France alors qu'elle a neuf mois. Elle arrive à Nice quand elle a douze ans et obtient un baccalauréat à 17 ans.
Elle fait un certificat de littérature comparée (1940), puis s'oriente vers des études scientifiques, obtenant une licence de sciences à l'université de Paris (1943) puis un doctorat en 1947. Elle fait de la recherche au laboratoire de biologie marine de Roscoff, part en stage aux États-Unis, rejoint le laboratoire de biologie moléculaire de Severo Ochoa en 1954, ce qui l'amènera à découvrir la polyribonucléotide nucléotidyltransférase, une enzyme qui va bouleverser la recherche sur l'hérédité en permettant une meilleure compréhension des mécanismes de réplication de l'acide désoxyribonucléique. 
En 1961, elle devient directrice de recherche au CNRS. Elle est professeure associée à l'université Paris-VII (1977-1982) et à l'université Harvard (1977).
Elle est élue correspondante de l'Académie des sciences française le 31 octobre 1977, puis membre, au sein de la section biologie moléculaire et cellulaire, le 1er mars 1982. Elle est présidente de l'Académie (1995-1996), devenant la première femme à occuper cette fonction. En 1990, elle est élue à l'Académie nationale des sciences.
Épouse du peintre Armand Manago, elle est la mère du physicien et informaticien Michel Manago et de Catherine Baudin.

## Recherches
Marianne Grunberg-Manago élucide de nombreuses étapes de la traduction génétique (« initiation » des chaînes protéiques, rôle des ribosomes, interactions codons/anti-codons). Elle est membre de l’Organisation européenne de biologie moléculaire dès sa création en 1964.

## Distinctions
Première femme à diriger l'Union internationale de biochimie
- 1966 : prix Charles-Léopold-Mayer de la Société de chimie biologique[7].
- 1977 : membre étranger de la New York Academy of Sciences (1977)
- 1978 : membre étranger de l’Académie américaine des arts et des sciences
- 1982 : membre étranger de l’Académie nationale des sciences
- 1988 : membre étranger honoraire de l’Académie des sciences russe
- Commandeur de l'ordre national du Mérite
- 2008 :  Grand officier de la Légion d'honneur